# Deutscher Städtetag
Der Deutsche Städtetag (DST) ist ein freiwilliger Zusammenschluss von kreisfreien und kreisangehörigen Städten in Deutschland und ein kommunaler Spitzenverband.
Er vertritt gemeinsame Interessen seiner Mitglieder gegenüber Bundesregierung, Bundestag, Bundesrat, Europäischer Union und zahlreichen Organisationen. 

Der DST arbeitet in der Bundesvereinigung der kommunalen Spitzenverbände mit dem Deutschen Landkreistag und dem Deutschen Städte- und Gemeindebund zusammen. Diese nehmen gemeinsam zu übergreifenden kommunalpolitischen Themen Stellung.
Er berät seine Mitgliedsstädte, informiert sie über bedeutsame Vorgänge und Entwicklungen und fördert den Erfahrungsaustausch zwischen ihnen. Die Hauptgeschäftsstelle verteilt sich auf die Standorte Köln und Berlin. Für jedes Bundesland gibt es einen Landesverband des DST. Der Deutsche Städtetag hat ein Europabüro in Brüssel.
Der DST wählte das Lübecker Holstentor als Logo. 
Vergleichbare Institutionen sind
- der Österreichische Städtebund
- der Schweizerische Städteverband[1]
- der Rat der Gemeinden und Regionen Europas (RGRE), eine europaweite Organisation der kommunalen und regionalen Gebietskörperschaften. Im RGRE sind 60 Verbände aus 38 Ländern zusammengeschlossen.[2]

## Geschichte
Der Deutsche Städtetag konstituierte sich am 27. November 1905 auf einer ersten Sitzung in Berlin, auf der Vertreter von 131 Städten und 7 regionalen Städteverbänden anwesend waren, als ständige Einrichtung. Initiiert wurde er – zuerst als einmalige Veranstaltung – anlässlich einer im September 1903 in Dresden ausgerichteten Deutschen Städteausstellung vom Dresdner Oberbürgermeister Otto Beutler. Sitz und Geschäftsstelle waren die des 1896 gegründeten Allgemeinen Preußischen Städtetags in Berlin. Im Juli 1908 fand die zweite Sitzung statt. Ab 1913 hatte der DST mit Hans Luther einen ersten hauptamtlichen Geschäftsführer. Während des Ersten Weltkriegs regte der Deutsche Städtetag die Hindenburg-Spende zur Beschaffung von Wollwaren und Pelzen für die an der Ostfront kämpfenden deutschen Soldaten an.
Hauptamtlicher (geschäftsführender) Präsident des Deutschen Städtetages war seit März 1926 Oskar Mulert, bis dahin hoher Ministerialbeamter (Leiter der Kommunalabteilung im Preußischen Innenministerium). Er hatte den Vorsitz in den Fachausschüssen und das Vertretungsrecht nach außen. Der Engere Vorstand gewann ab 1926 an Bedeutung. Das Gremium umfasste zusammen (Preußischer und Deutscher Städtetag) etwa 12 Personen und wurde als eines der vielleicht verwaltungspolitisch bedeutendsten Gremien der Weimarer Zeit eingeschätzt. Der Gesamtvorstand hatte rund 40 Mitglieder. Mitglied des Vorstandes und des Engeren Vorstandes waren u. a. der Mannheimer OB Hermann Heimerich sowie Robert Görlinger, SPD-Stadtverordneter in Köln. Der Sitz befand sich im Städtehaus am Rande des Berliner Tiergartens unweit des Reichstagsgebäudes.
In den 1920er Jahren engagierte sich Carl Friedrich Goerdeler im Deutschen Städtetag.
Nachfolgeorganisation des DST wurde 1933 der Deutsche Gemeindetag, ein auf Anregung von Robert Ley im Zuge der Machtergreifung der Nationalsozialisten und ihrer Gleichschaltungspolitik im Mai 1933 erzwungener Einheitsverband. Mulert wurde unter dem Vorwurf der Veruntreuung beurlaubt.
Die Deutsche Gemeindeordnung (DGO) vom 30. Januar 1935 schaffte das bisher föderalistisch strukturierte Gemeindeverfassungsrecht der deutschen Länder zugunsten einer zentralistischen Regelung ab. Gleichzeitig bedeutete die DGO das Ende der kommunalen Selbstverwaltung, die viele für eines der bedeutendsten Elemente der deutschen Bürokratie überhaupt hielten.
Die DGO beseitigte die unmittelbare oder mittelbare Mitwirkung der Bevölkerung an innergemeindlicher Willensbildung und übertrug weite Teile der städtischen Aufgaben an den Staat oder an die NSDAP. Die verbliebenen Aufgaben der Gemeinde gingen nach dem „Führerprinzip“ auf die Person des Bürgermeisters über.
Der Deutsche Gemeindetag wurde als nationalsozialistische Organisation nach Beendigung der Zeit des Nationalsozialismus am 10. Oktober 1945 durch den Alliierten Kontrollrat mit dem Kontrollratsgesetz Nr. 2 aufgelöst.
Auf Initiative des damaligen Kölner Oberbürgermeisters Konrad Adenauer begann in den westlichen Besatzungszonen der Prozess der Wiederbegründung des DST. Erster Nachkriegspräsident wurde Adenauers Nachfolger Hermann Pünder, die Geschäftsführung mit der des nordrhein-westfälischen Landesverbandes (Städtetag Nordrhein-Westfalen) zusammengelegt. 
1952 gründete sich die Bundesvereinigung der kommunalen Spitzenverbände, dieser gehören an:
- der Deutsche Städtetag
- der Deutsche Städte- und Gemeindebund und
- der Deutsche Landkreistag.

1960 stand die Hauptversammlung des DST unter dem Motto „Erneuerung der Städte“ – erstmals wurden auch Grundsatzfragen diskutiert; 1973 wurde das Deutsche Institut für Urbanistik gegründet.
Am 13. Juni 1990 – ein halbes Jahr nach dem Fall der Mauer und vier Monate vor der Wiedervereinigung – wurde im Ernst-Reuter-Haus in Berlin (Straße des 17. Juni), dem in den 1950er Jahren an den DST übertragenen und wiederaufgebauten vormaligen Haus der deutschen Gemeinden, der erste gesamtdeutsche Städtetag abgehalten.
Seit 2009 wirkt der Deutsche Städtetag an der Organisation des zentralen Deutsch-Belgischen Partnerstädtetages mit.

## Organe

### Verein
Die Organisation ist ein nicht eingetragener Verein. An der Spitze steht ein Präsident, der den Vorsitz im dreimal jährlich tagenden Hauptausschuss des DST sowie dem fünfmal jährlich tagenden Präsidium hat. Gewählt wird er durch die alle zwei Jahre tagende Hauptversammlung.
In den beiden Hauptgeschäftsstellen werden durch den Hauptgeschäftsführer, einen Beigeordneten im Amt des Ständigen Stellvertreters des Hauptgeschäftsführers, fünf weitere hauptamtliche Beigeordnete und einen Pressesprecher insgesamt sieben Dezernate mit 35 Referenten und insgesamt rund 125 Mitarbeitern betreut.
- Dezernat I: Hauptgeschäftsführer, Europa und Internationales, Kommunikation und Medien, Verwaltung
- Dezernat II: Finanzen
- Dezernat III: Bildung, Integration, Kultur, Sport und Gleichstellung
- Dezernat IV: Arbeit, Jugend, Gesundheit und Soziales
- Dezernat V: Stadtentwicklung, Bauen, Wohnen und Verkehr
- Dezernat VI: Klima, Umwelt, Wirtschaft, Brand- und Katastrophenschutz
- Dezernat VII: Recht und Verwaltung

Daneben gibt es weitere durch Mitarbeiter der Mitgliedsstädte betreute Gremien, die die fachliche Arbeit der Kommunen koordinieren. Dies sind vor allem die Fachausschüsse:
- Ausschuss für mittlere Städte
- Presse- und Öffentlichkeitsarbeit
- Finanzen
- Kultur
- Sport
- Frauen und Gleichstellungsangelegenheiten
- Schule und Bildung
- Soziales, Jugend und Familie
- Gesundheit
- Bau und Verkehr
- Klima und Umwelt
- Wirtschaft und Europäischer Binnenmarkt
- Recht und Verfassung
- Personal und Organisation

Unterhalb dieser Fachausschüsse existieren weitere Arbeitskreise, Arbeitsgemeinschaften und Fachkommissionen zu spezifischen Themenfeldern.

### Präsidenten

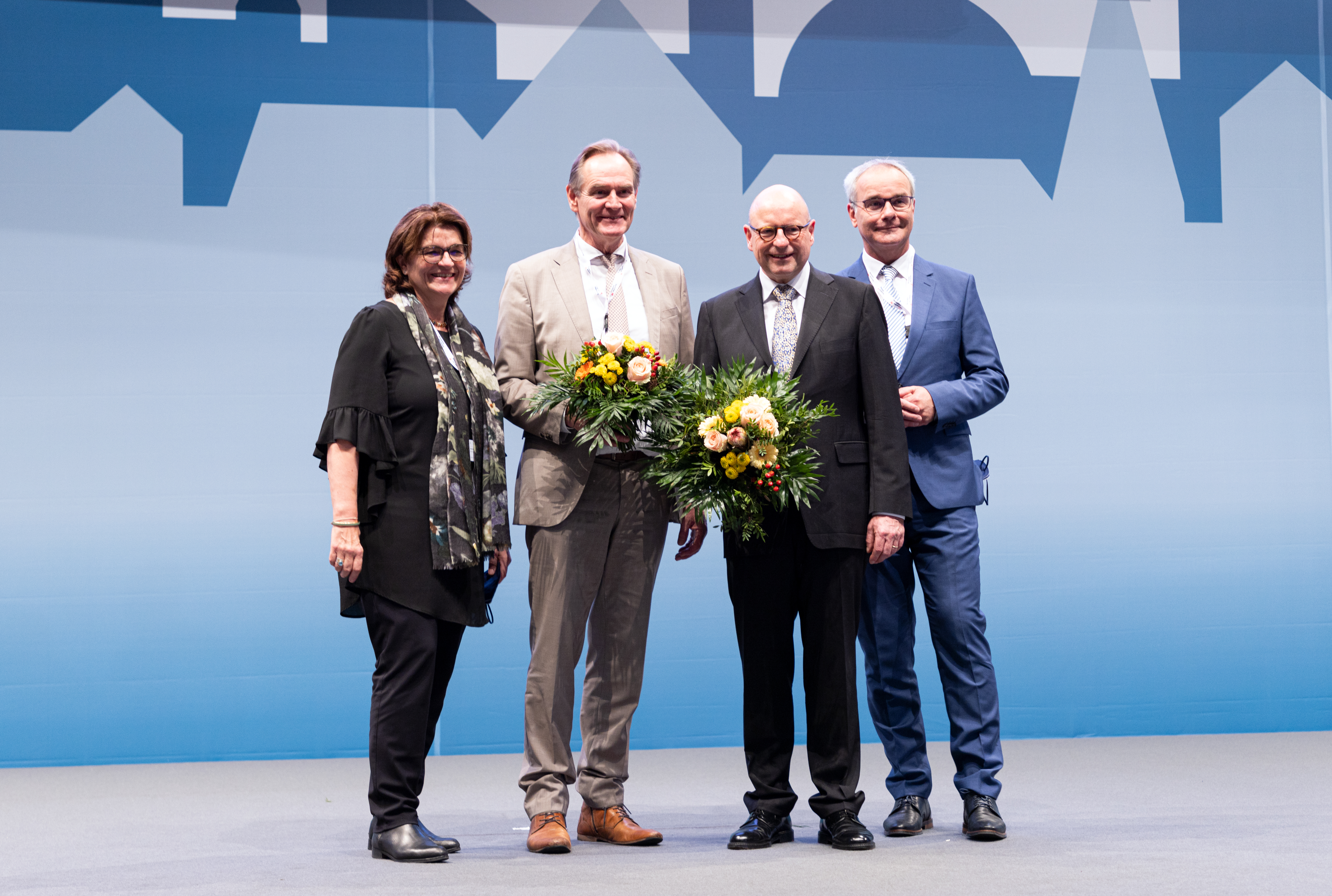
Frisch gewählter Präsident Markus Lewe (3. v. l.) und neu gewählter Vizepräsident Burkhard Jung (2. v. l.) – gemeinsam mit dem Hauptgeschäftsführer Helmut Dedy und seiner Ständigen Stellvertreterin Verena Göppert auf der Hauptversammlung in Erfurt, Nov. 2021

- 1945–1948: Hermann Pünder, Oberbürgermeister von Köln
- 1948–1949: Louise Schroeder, Stellvertretende Oberbürgermeisterin von Berlin
- 1949–1953: Ernst Reuter, Regierender Bürgermeister von West-Berlin
- 1953–1955: Ernst Schwering (1), Oberbürgermeister von Köln
- 1955–1957: Otto Suhr, Regierender Bürgermeister von West-Berlin
- 1957–1958: Ernst Schwering (2), (ehemaliger) Oberbürgermeister von Köln
- 1958–1963: Willy Brandt, Regierender Bürgermeister von West-Berlin
- 1963–1965: Arnulf Klett, Oberbürgermeister von Stuttgart
- 1965–1967: Alfred Dregger (1), Oberbürgermeister von Fulda
- 1967–1970: Willi Brundert, Oberbürgermeister von Frankfurt am Main
- 1970: Alfred Dregger (2), Oberbürgermeister von Fulda
- 1970–1971: Hans-Jochen Vogel, Oberbürgermeister von München
- 1971–1977: Hans Koschnick, Bürgermeister von Bremen
- 1977–1979: Manfred Rommel (1), Oberbürgermeister von Stuttgart
- 1979–1980: Günther Bantzer, Oberbürgermeister von Kiel
- 1981–1983: Manfred Rommel (2), Oberbürgermeister von Stuttgart
- 1983–1985: Günter Samtlebe, Oberbürgermeister von Dortmund
- 1985–1986: Walter Wallmann, Oberbürgermeister von Frankfurt am Main
- 1986–1989: Herbert Schmalstieg, Oberbürgermeister von Hannover
- 1989–1993: Manfred Rommel (3), Oberbürgermeister von Stuttgart
- 1993–1995: Norbert Burger, Oberbürgermeister von Köln
- 1995–1997: Gerhard Seiler, Oberbürgermeister von Karlsruhe
- 1997–1999: Petra Roth (1), Oberbürgermeisterin von Frankfurt am Main
- 1999–2002: Hajo Hoffmann, Oberbürgermeister von Saarbrücken
- 2002–2005: Petra Roth (2), Oberbürgermeisterin von Frankfurt am Main
- 2005–2009: Christian Ude (1), Oberbürgermeister von München
- 2009–2011: Petra Roth (3), Oberbürgermeisterin von Frankfurt am Main
- 2011–2013: Christian Ude (2), Oberbürgermeister von München
- 2013–2015: Ulrich Maly, Oberbürgermeister von Nürnberg[6]
- 2015–2017: Eva Lohse, Oberbürgermeisterin von Ludwigshafen am Rhein[7]
- 2018–2019: Markus Lewe (1), Oberbürgermeister von Münster[8]
- 2019–2021: Burkhard Jung (1), Oberbürgermeister von Leipzig[9]
- 2021–2023: Markus Lewe (2), Oberbürgermeister von Münster
- 2023–2025: Markus Lewe (3), Oberbürgermeister von Münster
- seit 2025: Burkhard Jung (2), Oberbürgermeister von Leipzig

### Hauptgeschäftsführer
- 1906–1913: Reinhold Schalhorn
- 1913–1918: Hans Luther
- 1918–1919: Heinrich Sahm
- 1919–1926: Paul Mitzlaff
- 1926–1933: Oskar Mulert
- 1945–1951: Peter van Aubel
- 1951–1963: Otto Ziebill
- 1964–1968: Werner Bockelmann
- 1968–1986: Bruno Weinberger
- 1986–1990: Ernst Pappermann
- 1990–1999: Jochen Dieckmann
- 1999–2016: Stephan Articus
- 2016–2025: Helmut Dedy[10]
- seit 2025: Christian Schuchardt[11]

### Themen und Orte der Hauptversammlungen

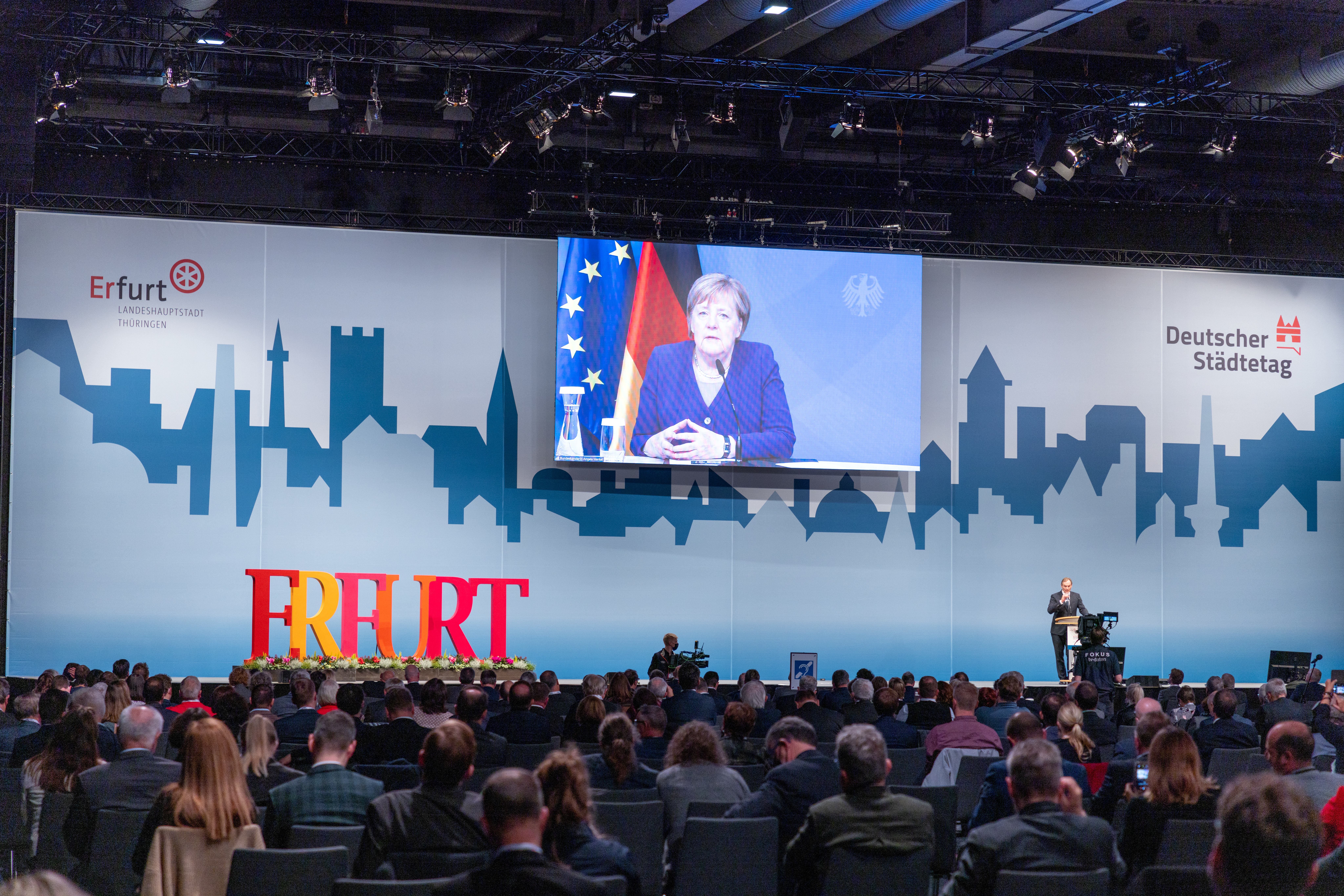
41. Hauptversammlung des Deutschen Städtetags in Erfurt, Nov. 2021

Unvollständige Aufzählung der letzten Hauptversammlungen
- 1902: Berlin – einmaliges Treffen
- 1903: Dresden „Deutsche Städte-Ausstellung“
- 1905: Berlin – Konstituierender „Erster Deutscher Städtetag“
- 1908: München „Finanz- und Kreditwesen der Städte“
- 1921: Dresden/Wiesbaden
- 1948: Frankfurt am Main – Paulskirche (erstes Treffen nach dem Zweiten Weltkrieg)
- 1960: Augsburg „Erneuerung unserer Städte“
- 1968: Bonn „In letzter Stunde“ – Außerordentliche Versammlung
- 1971: München „Rettet unsere Städte jetzt!“
- 1985: Berlin „Stadt: Heimat ihrer Bürger“
- 1987: Köln „Städte für eine bessere Umwelt“
- 1989: Bonn „Ohne Städte keine Zukunft“
- 1990: Berlin „Für eine starke kommunale Selbstverwaltung in Deutschland“ (erste gesamtdeutsche Hauptversammlung)
- 1993: Bonn „Städte in Not“ – Außerordentliche Versammlung
- 1995: Magdeburg „Die Stadt als Chance – Neue Wege in die Zukunft“[13][14]
- 2001: Leipzig „Zukunft der Stadt – Stadt der Zukunft“[15]
- 2003: Mannheim „Städte sind Zukunft“
- 2003: Berlin „Städte fordern: Reformen statt Kahlschlag“ – Außerordentliche Versammlung
- 2005: Berlin „Die Zukunft liegt in den Städten“
- 2007: München „Städte schaffen Integration – Stadtpolitik in Zeiten der Globalisierung“
- 2009: Bochum „Städtisches Handeln in Zeiten der Krise“
- 2011: Stuttgart „Zusammenhalt und Zukunft – nur mit starken Städten!“
- 2013: Frankfurt am Main „Europa stärken – für seine Bürgerinnen und Bürger, für seine Städte“
- 2015: Dresden „Wachsendes Gefälle zwischen den Städten – Entwicklungschancen für alle sichern“
- 2016: Essen „Mehr Einsatz für bezahlbaren Wohnraum“
- 2017: Nürnberg „Heimat – Zukunft – Stadt“[16]
- 2019: Dortmund „Zusammenhalten in unseren Städten“ (4. – 6. Juni 2019)[17]
- 2021: Erfurt „Was das Leben ausmacht. Die Städte in Deutschland“ (16. – 18. November 2021)[18][19]
- 2023: Köln „Unsere Städte - gemeinsam neue Wege wagen“ (23. bis 25. Mai 2023)
- 2025: Hannover „Zusammen sind wir Stadt“ (13. bis 15. Mai 2025)

### Ehrenmitglieder
- Markus Lewe (2025)
- Ulrich Maly (2021)
- Christian Ude (2015)
- Petra Roth (2013)
- Rosemarie Wilcken (2011)
- Herbert Schmalstieg (2007)
- Josef Deimer (2005)
- Gerhard Gebauer (1995)
- Hans-Jochen Vogel (1987)
- Günther Bantzer (1983)[20]

## Beteiligungen
Der Deutsche Städtetag ist Gesellschafter der PD – Berater der öffentlichen Hand.